# Granatnik Arpad 600
Arpad 600 – szwajcarski granatnik jednostrzałowy.
Arpad 600 jest wyposażony w lufę gwintowaną i wystrzeliwuje specjalnie zaprojektowane dla tej broni pociski kalibru 35 mm. Opracowano pociski kumulacyjne, oświetlające i odłamkowe. W celu osłabienia odrzutu Arpad 600 został wyposażony w hydropneumatyczny oporopowrotnik.